# 鶏が先か、卵が先か

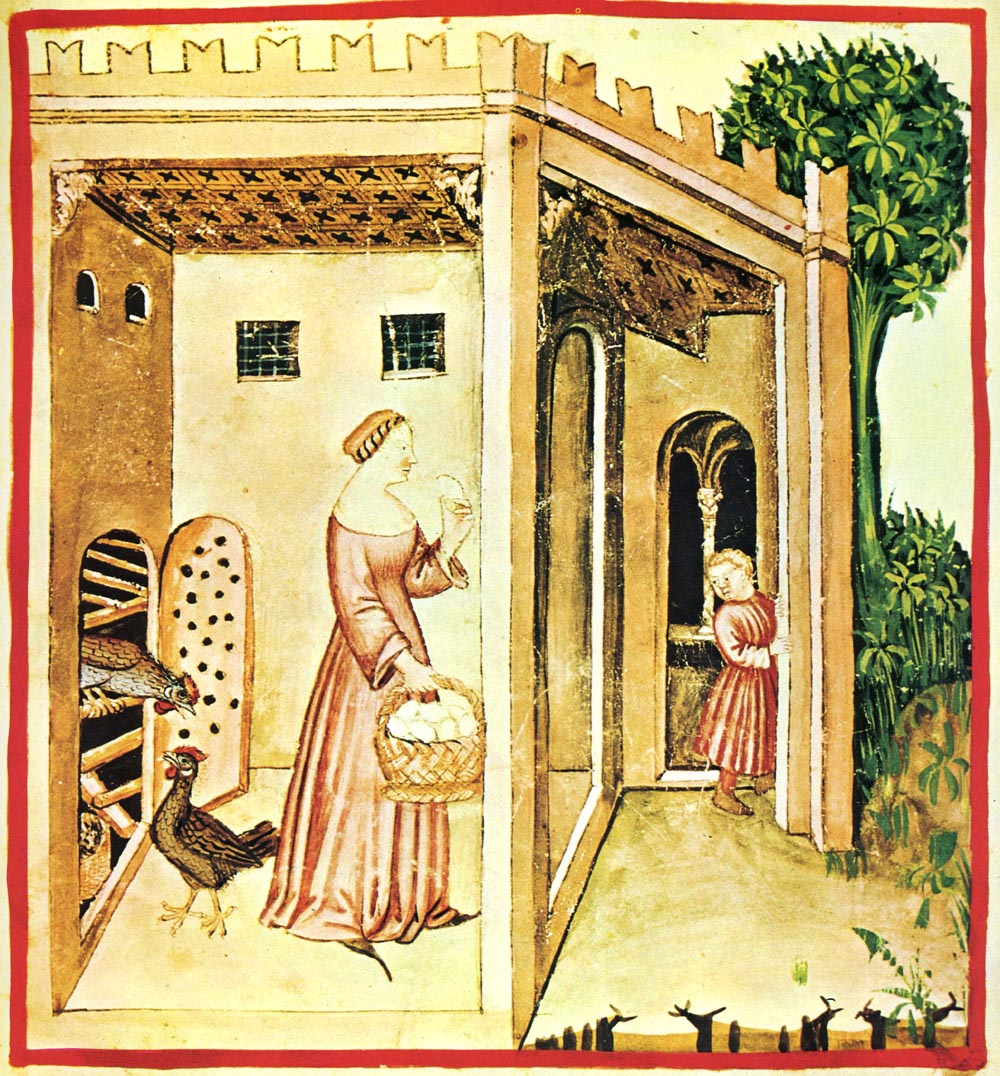
14世紀の『健康全書』の挿絵

「鶏が先か、卵が先か」（にわとりがさきか、たまごがさきか）という因果性のジレンマは、平たく言えば「ニワトリとタマゴのどちらが先にできたのか」という問題である。昔の哲学者にとってこの疑問は、生命とこの世界全体がどのように始まったのかという疑問に行き着くものだった。
教養的な文脈で「鶏が先か、卵が先か」と述べるとき、それは互いに循環する原因と結果の端緒を同定しようとする無益さを指摘しているのである。その観点には、この問いが持つ最も根源的な性質が横たわっている。文字通りの解答はある意味明白であり、初めて鶏の卵を産んだ鶏以外の一個体（またはその卵の父親を含む二個体）が鶏の存在を規定したと言える。しかしメタファーとしての視点に立つと、この問いはジレンマにつながる形而上学的問題をはらんでいる。そのメタファーとしての意味をよりよく理解するために、問いは次のように言い換えることができる。「XがY無しに生じ得ず、YがX無しに生じ得ない場合、最初に生じたのはどちらだろうか？」
同様の状態として、工学や科学での循環参照を挙げることができる。すなわちある変数を計算するためにその変数そのものが必要となるというものであり、例としてファンデルワールスの状態方程式やコールブルックの式が挙げられる。

## ジレンマを解く試み

### 遺伝学
遺伝学的には、この問題の答は明白である。ニワトリを含む動物では、母親の卵細胞と父親の精子のDNAが受精することにより配偶子（新しく生まれるニワトリの最初の細胞）が作られる。配偶子は数え切れない回数の細胞分裂を繰り返し、動物の個体を形成する。動物個体を形成する全ての細胞は同じDNAを持ち、それは配偶子に由来している。ニワトリの祖先からニワトリへの進化は、母親DNAと父親DNAの新たな組み合わせや、配偶子を生じるDNAの突然変異（=両親の生殖細胞における突然変異）などの、ちょっとした"変化"により引き起こされたと考えられる。これらの”変化”は、新たなニワトリの配偶子が生じるときに初めて現れるものである。つまり、ニワトリ祖先種の両親が交配した結果、最初のニワトリを生じさせるような"変化"を含む配偶子のDNAが形成されるのである。ノッティンガム大学のジョン・ブルックフィールド教授は、「卵の殻の中にいる生物は、将来成長して鶏になる個体と全く同じDNAを持っている。したがって、明確にその種に属するとわかる最初の一個体は、最初の卵（として生じた）と考えられる」と述べている。つまり、鶏ゲノムを持つ最初の鶏は、最初の鶏の卵から発生したのである。

### 生化学
シェフィールド大学のコリン・フリーマン博士は、ウォーウィック大学のマーク・ロジャー教授およびデビッド・キグリー博士との共同研究により、ovocleidin-17 という鶏の蛋白質が、卵殻形成の初期の段階でカルシウムの沈着に重要な機能を果たしていることを報告した。ovocleidin-17は卵を形成するニワトリ（つまり母親）の卵管で生産されるタンパク質であり、フリーマンは「これまで長い間卵が先だと信じられてきたが、実のところ鶏が先だということを示す科学的な証拠を我々は得たのだ」と述べている。一方で、ロジャー教授は次のように述べている。「これは鶏が卵より先にあったことを本当に証明するだろうか？ いや、今回の発見によって、その設問は面白くはあるが無意味だということがさらに確定的となった。しかしこの科学的事実は、結晶化を効率的かつ素早く行なう手法につながる、新しい知見を与えてくれた。より体に馴染みやすい骨の開発研究、二酸化炭素を石灰石へいかに貯蔵/隠匿させるかという研究の助けになるだろう。」
ミネソタ大学モーリス校のポール・マイヤーズ教授は、自身のブログ Pharyngula でこれらの主張について次のように批判している。「ovocleidinは線虫からヒトまで保存されたタンパク質であり、アヒルやダチョウも相同遺伝子を持っている。すなわち、ovocleidin の進化は卵の進化と同時に起こったのではない。祖先タンパク質の突然変異によりovocleidinを最初に獲得した鶏は、卵から生まれたのである。」

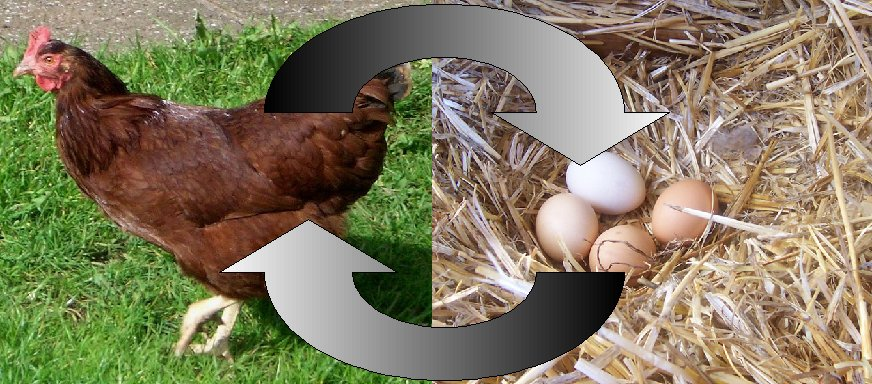
循環する原因と結果

### 統計学
サーマンとフィッシャーはグレンジャー因果性を使った別の解法を提案している。彼らの論文では、1930年〜1983年のアメリカ合衆国における卵の生産量と鶏の飼育数が検討された。グレンジャー因果性とは、ある時系列のデータから別の時系列のデータを予測できるか調べるものである。年ごとの卵の生産量を見て、それを鶏全体の頭数と比較することにより、サーマンとフィッシャーは鶏の飼育数から産まれる卵の数を予測できるか、卵の数から鶏の頭数を予測できるか、あるいはその両方なのかを調べた。その結果、卵の時系列が持つ情報からは鶏の数を予測できたが、鶏の数から卵の数を予測できる逆の関係は無かった。彼らは卵が先であると結論付けた。

### 進化生物学
ダーウィンの進化論によると、種は突然変異と自然選択によって時が経つにつれ変化する（漸進的進化）。この考えによれば、卵と鶏は両方とも鶏でない鳥から同時に進化したのであり、その鳥は最初の鶏の卵を産んだのではなく、時が経つうちに徐々に鶏らしくなっていったのだ。新種の発端となった個体を規定するのが鶏の遺伝子ではなく卵の遺伝子であることは認めたうえで、「この時点をもって新種とみなされうる」という時点とはどういうものか、それは親によって規定されるのか、子（卵）によって規定されるのか、という問題に立ち入らなければ進化論がこの問題に答えを与えることにはならない。
ある個体の突然変異は通常、新種とはみなされない。種の分化とは、ある集団がその母集団から分離し、相互の交配が止むという状態を伴う。
家畜種がその野生種から遺伝的に分化する過程もこの経緯をたどる。こうして分化した集団全体は新種とみなすことができる。
近縁種との交配が止んだことをもって種が確立されるのなら、確立された新種の第一世代とその親（新種ではない）との間には何の差異があるのか、という問いに対しては、形態的には何の違いもないかもしれないが、近縁種との交配能力という遺伝特性を親は持っていて子は持っていない、と答えることができる。なお、分類学的には種の確立は交配の実質的な停止であっても成立し、イノシシと豚、馬とろばなどは互いに交配が可能な別々の種である。家畜種に限らず棲み分けによって確立している交配可能な近縁種の違いも進化論的に言えば互いに棲み分けるだけのなにがしかの遺伝的形質の差異があり、その差異が初めに生まれたのは親の遺伝子によるものではなく子あるいは卵の遺伝子によるものであると主張することができる。
種の分化とは通常種が分化していく一連の過程として捉えられる。その点では「鶏が先か、卵が先か」という問題を進化論で論じるとき、種の分化のある限定された部分を論じなくてはならないという事情が発生するが、種の分化のどの部分の議論になろうと、種を規定するのは遺伝的形質であり、遺伝的形質は交配によって生じる遺伝子によって規定される以上、卵が先だという結論自体は変わらない。
現代の鶏は、近縁種の鳥であるセキショクヤケイから進化したと考えられていたが、最近判明した遺伝学的知見によると、現在家禽となっている鶏はセキショクヤケイとハイイロヤケイの雑種の子孫であることが示唆されている。この知見が正しいとするならば、「鶏が先か、卵が先か」という議論において、種の分化の過程における2つの時期における論議を容易に提示することができる。一つは前述の種の確立であり、もう一つは新種の発端である。雑種の場合、新種の発端は互いに異なる種の遺伝子が交配することによって新種の遺伝子（ゲノム）を生じるのであって、この場合極めて明快に卵が鶏より先にあったと言うことができる。
分子生物学者リチャード・ドーキンスは、遺伝学の基本をダーウィン進化論の種ではなく、遺伝子に書き換えたが、彼が提唱したミームという概念を用いると、これまでの議論とは少し違った現象を見つけることができる。人間に飼われているジュウシマツは野生のジュウシマツよりも飼われているジュウシマツをパートナーに選ぶ。ジュウシマツは鳴き声の複雑さ、平たく言えば歌の上手さでパートナーを選ぶということが分かっており、餌を探す時間や危険な外敵が少なく高い密度で飼われているジュウシマツのほうが、他の個体の歌声をたくさん聴き、アレンジして歌が上手くなる
のだという。この歌声の断片が典型的なミームであり、遺伝子ではないが個体を「乗り物」として増殖と変異を繰り返す一個の情報である。この例では交配の志向を決めているのは遺伝子ではなく歌声というミームであり、それは親鳥と周囲にいるジュウシマツから後天的に得られるものである。もし野生のジュウシマツと飼育されているジュウシマツが種の分化の途中にあると考える、あるいは少なくとも棲み分けが実質的に始まっているとするならば、その違いを生んでいるのは卵の中の遺伝子によるものよりも後天的に与えられるミームの質と量だということになる。これと類似のケースはいろいろ考えられるだろう。

### 神学
ユダヤ教とキリスト教の教典は、神による世界の創造について触れ、それと共に鳥の創造についても述べている。その創造神話では、神は鳥を創造し、それらに産み殖やすよう命じたが、卵については直接の言及が無い。創世記の第一章によると、

19夕となり、また朝となった。第四日である。
20
神はまた言われた、「水は生き物の群れで満ち、鳥は地の上、天のおおぞらを飛べ」。
21
神は海の大いなる獣と、水に群がるすべての動く生き物とを、種類にしたがって創造し、また翼のあるすべての鳥を、種類にしたがって創造された。神は見て、良しとされた。
22
神はこれらを祝福して言われた、「生めよ、ふえよ、海の水に満ちよ、また鳥は地にふえよ」。

創世記を文字通り史実と解釈すれば、鶏が卵より先ということになるだろう。
ヒンドゥー教の教典の場合、プラーナ文献とダルマ・シャーストラにおいて、神がプルシャ（原人）から鳥（およびその他の生物）を創造したと記されている。しかし「卵」に鶏以外の卵まで含めるならば、ヒンドゥー教の神話にはいわゆる人間が宇宙と呼ぶものを生んだ「宇宙の卵」が記されている。その意味でこの超越的卵は、鶏やその卵をも含む全ての生物の前にあった。この卵はブラーフマンダと呼ばれる。原初となる卵はリンガ (Lingam) （男根像）としても表現される。

### 循環時間論
仏教には循環的時間という観念がある。それは、時間は循環しており、歴史は繰り返されるという考えである。これはメソアメリカ（アステカ、マヤ）やいくつかのネイティブ・アメリカンの文化も持つ観念である。彼らの時間観は、永劫回帰の概念と結びつけることにより、「何が最初か」という問いに異なった答えを与えてくれる。時間が永遠に繰り返されるとするならば、その永遠性において「最初」は存在せず、創造もない。ゆえに答えはこうなるだろう。すなわち、何者も最初たりえない。循環する時間において、「最初」は存在しない。この概念はニーチェの著作によって西洋世界にもよく知られるようになった。

### 科学
2010年、イギリスの科学者チームがたんぱく質を解析したところ「卵が先にあったとは考えられない。したがって、鶏が先」との結論を出した。イギリスのシェフィールド大学とウォーリック大学の研究者チームが、Ovocledidin−17（OC−17）というたんぱく質をスーパーコンピュータを駆使して研究し、OC−17が鶏の体内で卵の殻の形成に決定的な役割を果たしていることを突き止めた。鶏の卵の殻は方解石結晶となった炭酸カルシウムで構成されていて、OC−17は方解石結晶の生成を促進するという。方解石結晶は多くの動物や鳥類の卵に含まれるが、成熟した鶏の雌は方解石結晶を作る能力が他の動物に比べて極めて早く、24時間内に6グラムを作り出す。鶏の卵の殻は、ひな鳥が生まれるために必要不可欠で、OC−17は鶏の卵巣に特有のたんぱく質のため、科学者チームは「母鶏がいてこそ、きちんとした卵ができる。従って、鶏が先。卵は後」との結論を下した。